# Egypt Exploration Society
A Egypt Exploration Society (EES) é uma organização britânica sem fins lucrativos. A sociedade foi fundada em 1882 por Amelia Edwards e Reginald Stuart Poole, com o objetivo de examinar e escavar nas áreas do Egito e do Sudão. A intenção era estudar e analisar os resultados das escavações e publicar as informações para o mundo acadêmico. A EES trabalhou em muitas das principais escavações e locais do Egito. Suas conquistas incluem a descoberta de um santuário para a deusa Hathor, uma estátua de uma vaca de Deir el-Bahari, o templo mortuário da rainha Hatchepsut e o modelo esculpido de Nefertiti de Amarna. A Sociedade fez contribuições importantes para o estudo do mundo egípcio antigo. A sociedade está sediada em Londres e é uma instituição de caridade registrada sob a lei inglesa.

## História

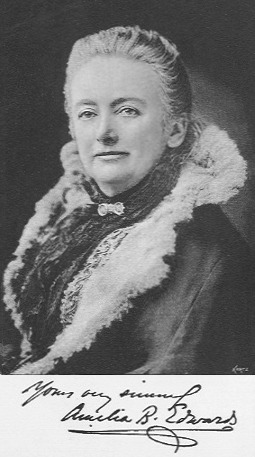
Amelia Edwards nos Estados Unidos, 1890

Em 1873 a escritora inglesa Amelia Edwards foi levada aos locais do Egito, enquanto encontrava climas frios e úmidos na Europa. Ela e vários amigos acabaram viajando pelo rio Nilo do Cairo a Abu Simbel. Ela registrou os eventos e descobertas dessa jornada e acabou publicando-o como A Thousand Miles up the Nile em 1876. O livro tornou-se conhecido por sua descrição do Egito do século XIX e as antiguidades em grande parte não escavadas que ela encontrou. As descrições de Edwards mudaram a perspectiva do mundo tanto sobre o moderno quanto o Antigo Egito. Isso atraiu a atenção da sociedade acadêmica e do resto do mundo. O livro acabou se tornando um best-seller devido a esse aumento de interesse, o que levou Edwards a pensar em continuar seus estudos do Egito Antigo. Em 1882, Amelia Edwards e Reginald Stuart Poole, um funcionário do Departamento de Moedas e Medalhas do Museu Britânico, decidiram criar o Egypt Exploration Fund como uma forma de arrecadar recursos para mais escavações no Delta do Nilo, que havia sido notado como sendo raramente visitado. Depois de anunciar suas intenções no The Times, eles começaram a ser financiados por indivíduos como o Arcebispo de Canterbury Edward White Benson, o poeta Robert Browning e Sir William James Erasmus Wilson. Wilson, em particular, mostrou interesse suficiente para prometer £ 500 ao Fundo de Exploração do Egito. Isso marcou o início da Egypt Exploration Society.

### Começo
O primeiro escavador do Egypt Exploration Fund foi Édouard Naville, um egiptólogo suíço e estudioso da Bíblia. Em janeiro de 1883 Naville partiu para Tell el-Maskhuta. Seu objetivo era encontrar o caminho do êxodo bíblico, já que o Fundo havia decidido ampliar seus interesses para atrair um público mais amplo. O trabalho de Naville despertou grande interesse do público e na primeira Assembleia Geral do Fundo, ocorrida a 3 de julho de 1883, a sociedade obteve um bom montante de fundos nas suas contas. Uma cópia do trabalho de Naville foi distribuída aos subscritores do Fundo. Eventualmente, o Fundo decidiu que os subscritores se tornassem membros.

### Segunda escavação
Durante a segunda escavação, o Fundo enviou Flinders Petrie, um egiptólogo inglês, que foi para Tânis, um local ligado à cidade bíblica de Zoan. Petrie concentrou grande parte de seu trabalho nas habitações comuns do local. Isso apresentou uma nova gama de descobertas para a sociedade. Petrie foi um dos primeiros a entender que havia mais do que objetos esteticamente atraentes. Em vez disso, ele entendeu que muitos objetos poderiam fornecer informações sobre a sociedade daquela época. Ele desenvolveu muitas técnicas nas quais poderia escavar e registrar os objetos que encontrou e suas descobertas gerais. No final de sua escavação, Petrie conseguiu trazer de volta muitas descobertas e itens valiosos que doou ao Museu Britânico. A sociedade se tornou uma das primeiras a fornecer objetos escavados cientificamente na Grã-Bretanha e no exterior.

### Terceira escavação
Na época da terceira escavação, e no terceiro ano desde que o Fundo foi estabelecido, a sociedade foi capaz de enviar Édouard Naville, Flinders Petrie e Francis Llewellyn Griffith para o Egito. Durante este tempo e pelos próximos anos, o Fundo foi capaz de trazer de volta muitas descobertas, que resultaram no avanço do conhecimento sobre o Antigo Egito. Alguns dos locais incluíam o acampamento fortificado de Tell Dafana e o templo de Bastet.

## Atualidade
Em 1919, no final da Primeira Guerra Mundial, o Egypt Excavation Fund mudou seu nome para Egypt Exploration Society. Hoje, a EES continua a publicar seu repórter anual, o Journal of Egyptian Archaeology, que detalha as descobertas da sociedade para todos os seus membros. Também publica um boletim informativo semestral chamado Egyptian Archaeology. A Egypt Exploration Society está sediada em Doughty Mews, Londres WC1N desde 1969.
Em outubro de 2019 funcionários da Egypt Exploration Society alegaram que o professor de Oxford Dirk Obbink se envolveu no roubo e venda de "pelo menos 11 fragmentos da Bíblia antigos para a família Green, os proprietários da Hobby Lobby que operam um museu da Bíblia e uma organização de caridade em Washington." O Museu da Bíblia disse que devolverá os fragmentos à Egypt Exploration Society e à Universidade de Oxford.

## Membros notáveis
- Dorothy Charlesworth; diretora do campo de escavações em Buto (Tell el-Farâ'în) em 1969[9]
- Mary Chubb; primeira administradora profissional de escavação
- Herbert Walter Fairman; egiptólogo e diretor de operações de campo
- Veronica Seton-Williams; diretora do campo de escavações em Buto (Tell el-Farâ'în) 1964-1968[10]
- Harry Smith; diretor do Egyptian Nubian Survey